# حملة بومبيوس على القوقاز
كانت حملة بومبيوس على القوقاز (باللغة الجورجية: პომპეუსის ლაშქრობა კავკასიაში)، حملة عسكرية ضد مناطق القوقاز بقيادة بومبيوس الأول، ووقعت عام 65 قبل الميلاد. كانت الحملة نتيجة لحرب ميثراداس الثالثة التي اشتعلت بسبب الاقتتال على الأراضي الجورجية والتخوم المجاورة لها. سعت روما إلى توسيع نفوذها وإثبات نفسها كحاكمة لمنطقة الشرق الأوسط. بعد غزو مملكة البنطس وإخضاع ديكرانوس الثاني في أرمينيا، جهز الرومان حملة عسكرية على مملكة إيبيريا التي كانت تحت حكم الملك آرتوس، حليف ميثراداتس السادس ملك البنطس، الذي يعتبر العدو الأول لروما في فترة ثمانينيات وسبعينيات وأوائل ستينيات القرن الأول قبل الميلاد.

## خلفية
قاد الجنرال الروماني، لوكولوس، الحملة الشرقية من عام 73 وحتى عام 67 قبل الميلاد، لكنه اضطر إلى التراجع إلى منطقة غلاطية في آسيا الصغرى بعد تمرد أفراد جيشه عليه. في عام 66 قبل الميلاد، كلف مجلس الشيوخ الروماني جينوس بومبيوس (المعروف باسم بومبي) بمسؤولية قيادة الحملة العسكرية ضد ميثراداس السادس. في نفس السنة، هزم بومبي ميثراداس السادس شر هزيمة في معركة ليكوس، ما أجبر الملك على الهروب عبر مملكة كولخيس إلى مملكة بوسبوران الواقعة إلى الشمال من البحر الأسود. أُرسل بومبي بعدها مجموعة تعقب تبعت ميثرادس السادس على طول الطريق إلى كولشيس، إلا أن أفرادها فقدوا أثره في نهاية المطاف، ولم يتمكنوا من إلقاء القبض عليه. في نفس الوقت، استعد بومبي للتوغل في أرمينيا، ضد عدوه الثاني، ديكرانوس الثاني، ملك الإمبراطورية الأرمينية. بعد إقدام بومبي على التوغل في الأراضي الأرمينية، سمح ديكرانوس لبومبي بالاحتفاظ بأرمينيا، ما عدا تلك الأراضي التي سيطر عليها خلال الغزو (أجزاء من كبادوكيا، وقيليقيا، وسورية، وفينيقيا، وصوفين). ترك بومبي أرمينيا تحت إشراف عسكري من أفرانيوس، وأرسل غابينيوس إلى المناطق الواقعة إلى الجنوب الشرقي من أرمينيا، وتحديدًا بلاد ما بين النهرين، فيما قاد بنفسه جيشًا رئيسيًا نحو الشمال (إلى وادي بحر قزوين ومملكة ألبانيا). قسم بومبي قواته إلى ثلاثة أقسام وأسكنهم في مساكن شتوية.

## الحملة الأولى

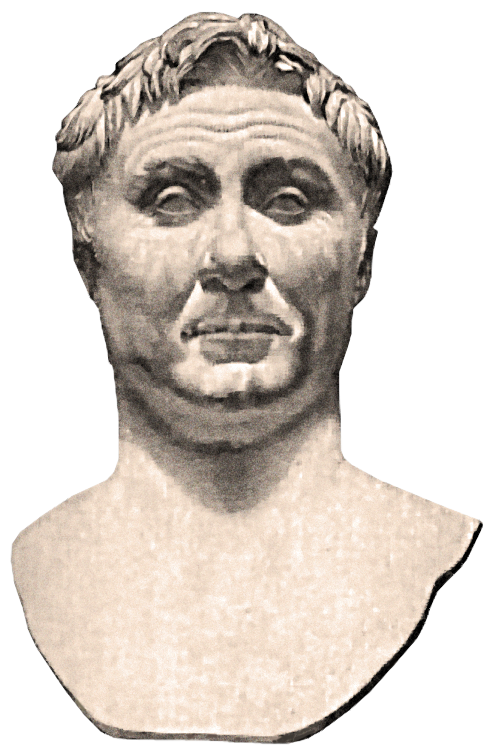
تمثال نصفي لبومبيوس (بومبي)

قررت ألبانيا القوقازية التحرك قبل أن يقدم الرومان على غزوها، فنظم الملك الألباني، أورويوس، هجومًا منسقًا على القوات الرومانية المنقسمة. تزامنت الهجمات مع عيد ساتورن الروماني، بغية زيادة فرصة نجاح الحملة العسكرية. لكن، تمكنت القوات الرومانية المخضرمة من صد الهجوم رجال القبائل الألبانيين بسهولة. اضطر الملك أورويوس إلى الخضوع للشروط الرومانية. استعد بومبي بعدها لإخضاع المملكتين الألبانية والإيبيرية. خوفًا من الغزو الروماني الوشيك، اتبع ملك إيبيريا، أرطوسيس (أو آرتاغ حسب التاريخ الجورجي)، الأسلوب الدبلوماسي، ووعد الرومان بصداقة غير مشروطة. قبل بومبي عرض أرطوسيس، إلى أن أخبرته المخابرات الرومانية بومبي بتخطيط الإيبيريين للهجوم على القوات الرومانية بشكل سري، فما كان منه إلّا أن توجه بجيشه في ربيع عام 65 قبل الميلاد إلى إيبيريا، وتمكن من إلقاء القبض على أرطوسيس الذي كان يستعد –حينها- للهجوم بشكل مباغت على الرومان.
استولت القوات التابعة لبومبي بسرعة كبيرة على الطريق الواصل إلى إيبيريا، وعلى قلعة هارموزايك. أُصيب أرطوسيس بالذعر، وتمكن من الهرب، ولجأ إلى الضفة الغربية من بحر قزوين، وأحرق خلفه الجسر الواصل بين ضفتي البحر، ليضمن عدم لحاق الرومان به. تمكن بومبي من السيطرة على الضفة الشرقية من النهر. طلب أرطوسيس هدنة من الرومان ووعدهم بترميم الجسر وتزويدهم بالطعام. وفي أرطوسيس بوعوده، لكن، وبعد ترميم الجسر، عبر بومبي البحر مع قواته في محاولة منه لإلقاء القبض على الملك الإيبيري، أرطوسيس.
انسحب أرطوسيس مع قواته إلى نهر آراغفي، وأحرق خلفه الجسر الذي يصل ضفتي النهر، مكررًا التصرف الذي أقدم عليه عند عبوره بحر قزوين. اختبأ بعض المقاتلين الإيبيريين في الغابة، وقاتلوا القوات الرومانية بأسلوب شبه فوضوي، مستهدفين الجنود الرومانيين العابرين للغابة بالسهام. تمكنت القوات الرومانية من إلحاق الهزيمة بالجنود الإيبيريين بعد تقطيع بعض أشجار الغابة، وحرق البعض الآخر منها بشكل كامل.